# ورده الیازجی
وَردَه ناصیف الیازِجی (۲۰ ژانویه ۱۸۳۸ – ۲۸ ژانویه ۱۹۲۴) شاعر لبنانی-عثمانی بود. در کفرشیما، ناحیهٔ بعبدا به دنیا آمد. در مدرسهٔ دخترانه آمریکایی در بیروت تحصیل کرد، نزد پدرش ادبیات خواند و از جوانی شعر می‌سرود. به خواندن اشعار و مرثیه و مدح و غیره بسیار پرداخت و به خاطر درگذشت‌های بسیار افراد خانواده‌اش، در مرثیه‌سرایی سرآمد شد. در سال ۱۸۶۶ با فرانسیس شمعون ازدواج کرد و بیشتر زندگی‌اش را در مصر در شهر اسکندریه گذراند. او مجموعه شعر کوچکی به نام «باغ گل سرخ» در ۱۸۶۷ بیرون داد که بارها چاپ شده است و آن را به ورده الترک تقدیم کرده است. او از زنان پیشگام رنسانس عربی بود که در نیمهٔ دوم سدهٔ نوزدهم درخشید.

## زندگی و پیشه
وردة بنت ناصیف الیازجی در ۲۰ ژانویه ۱۸۳۸ در کفرشیما، بعبدا، سنجق بیروت، ایالت صیدا، امارت جبل لبنان/امپراتوری عثمانی، به دنیا آمد. از دو سالگی با خانواده‌اش در بیروت زندگی کرد در یک مؤسسه دخترانه در بیروت که توسط مبلغان آمریکایی تأسیس شده بود، تحصیل کرد. هنگامی که او به دوازده سالگی رسید، پدرش متوجه علاقه او به خواندن و یادگیری شد، بنابراین شخصی را برای او آورد که صرف و نحو و بلاغت را به او یاد دهد تا بتواند به زبان عربی تسلط یابد. پدرش شاعر بود و وقتی او بزرگ شد شیفتهٔ شعر او شد، بنابراین علم عروض را به او آموخت و قبل از رسیدن به سن پانزده سالگی شروع به سرودن اشعاری در وصف و مدح کرد. پدرش بعضی از شعرها را برای او می‌خواند و او آنها را شرح می‌داد. دیری نپایید که او در هنر نظم و سرودن شعر تسلط پیدا کرد.
در سال ۱۸۶۶ که حدود سی ساله بود با فرانسیس شمعون ازدواج کرد. او معلم ریاضیات و فیزیک در بیروت و عاشق ادبیات عرب بود، از این رو او را تشویق کرد که شعر را دنبال کند. شوهرش نوشته‌های او را تحسین می‌کرد، او از دانشگاه آمریکایی بیروت فارغ‌التحصیل شده بود که دانش او به ورده کمک کرد به نوشتن شعر و نثر ادامه دهد. یک سال پس از ازدواج، در ۱۸۶۷ او اشعار خود را در مجموعه‌ای گردآوری کرد که تحت عنوان «باغ گل سرخ» منتشر کرد و آن را به ورده الترک تقدیم کرد که بیست سال بعد تجدید چاپ شد و سپس در سال ۱۹۱۴ به چاپ سوم رسید. آن مجموعه را با مطالعات نثری گسترده در مورد زنان برجسته عرب و غربی دنبال کرد. پس از انتشار این مجموعه، ورده الیازجی به شهرت رسید و نویسندگان و شاعران به ویژه عایشه تیمور نویسندهٔ مصری با او مکاتبه کردند. عایشه در مقدمهٔ مجموعه‌اش به نام «زیور طراز» از او تمجید کرد سپس نسخه‌ای از آن به او داده شد. یازجی برای تشکر از او نامه نوشت و سپس تبادل نامه بین دو نویسنده آغاز شد. شباهت‌های زیادی بین این دو، در زندگی‌نامه و آثارشان وجود دارد. هر دوی آنها برای اغراضی که در آن زمان رایج بود، شعر سرودند، مانند: مانند: رثاء، مدیح، تاریخ و مجامله. آنها در انتخاب چنین موضوعاتی از مردان تقلید می‌کردند و از این رو در شعر آنها تعبیری از زن به عنوان زن بیان نمی‌شد، اگرچه این سبک خالی از لمس ظریف زنانه نیست.

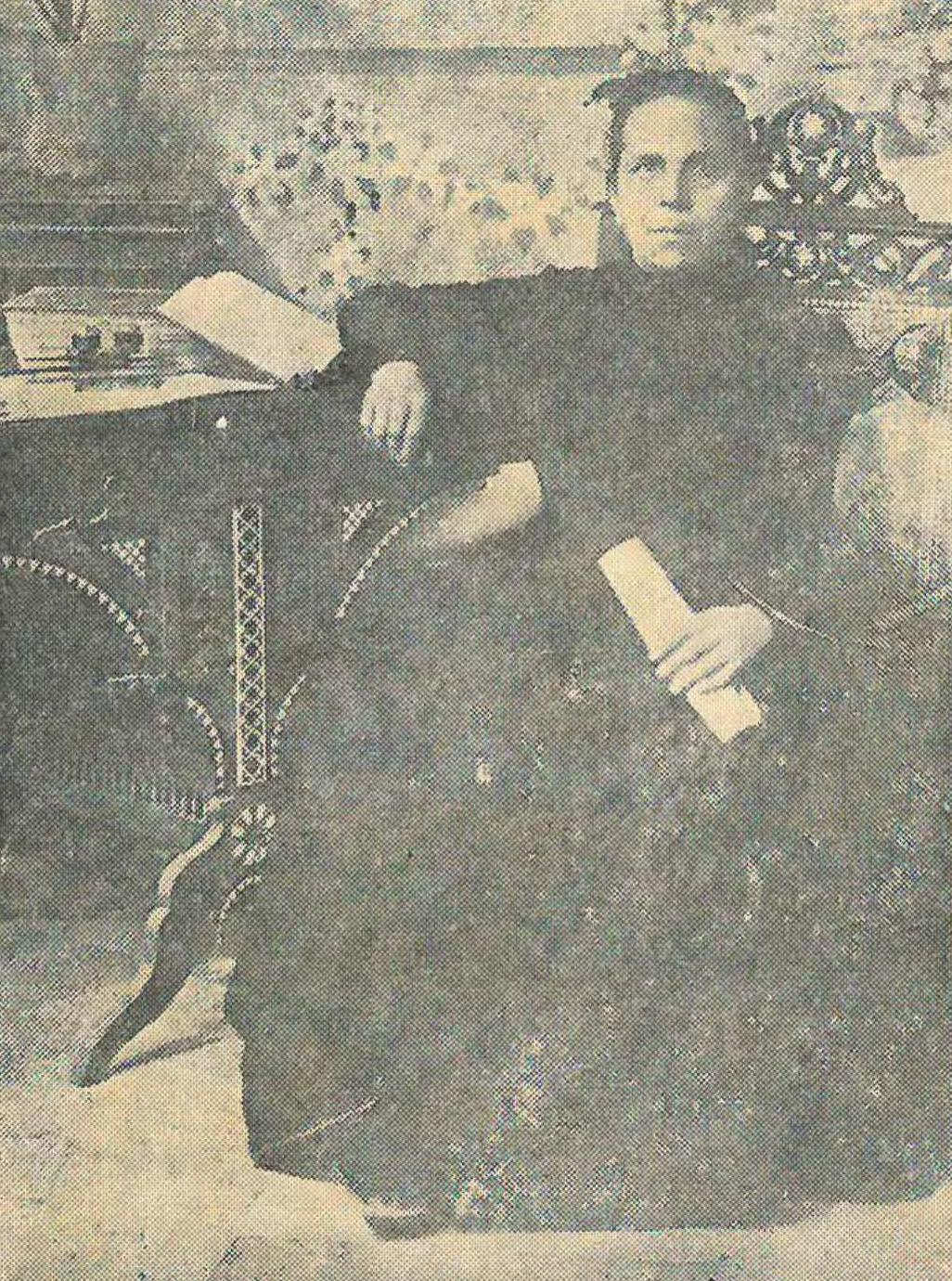
ورده الیازجی در دفتر کار خود، احتمالاً اسکندریه، مصر.

الیازجی به عنوان معلم در مدارس بیروت مشغول به کار شد و پس از عزیمت نهایی به مصر (۱۸۹۹) در مدارس فرقه‌ای اسکندریه مانند: مدارس راحیل عطا همسر بطرس البستانی، عبدالله الوتوات دروزی و سُعدَی کرکور یهودی کار کرد. او در طول کارش زبان فرانسه را آموخت. مکاتبات ادبی با نویسندگان مصری و سوری مانند ورده الترک، عایشه تیموریه، عیسی اسکندر المعلوف و دیگران داشت. او نامه‌های زیادی بین خود و نویسندگان زن و مرد زمان خود رد و بدل شد که عیسی اسکندر المعلوف در کتاب «الغرر التاریخیة فی الأسرة الیازجیة» به برخی از آنها اشاره کرده و مقالاتی دارد که برادرش ابراهیم در مجلات زمان خود به‌ویژه مجلهٔ «الضیاء» منتشر کرده است.
می زیاده کتابی در مورد ورده الیازجی نوشت که شامل خلاصه ای از زندگی او و بررسی دوران و آثار او بود که در سال ۱۹۶۵ برای قدردانی از او توسط انتشارات البلاغ در قاهره  منتشر شد. زیاده دربارهٔ او در آن کتاب گفته که «او و عایشه تیمور اولین پرتو در تاریکی موقعیت زنان در شرق بودند.»زیاده در آن کتاب به عمر طولانی یازجی که به هشتاد و شش سال رسید، به مصیبت‌ها و اندوه‌هایش اشاره کرده است که که باعث شد رثاء در شعر او بخش زیادی از آن را به خود اختصاص دهد. او برادرش نصار را که در زحله لبنان درگذشت، از دست داد. همچنین از مرگ برادرش ابراهیم غمگین شد، هنگامی که پدرش ناصیف یازجی در سال ۱۸۷۱ درگذشت، غم و اندوه عمیق خود را در شعری بلند بیان کرد. در سال ۱۸۸۹ برادرش خلیل را از دست داد و در شعری غم و اندوه خود را برای او ابراز کرد و از فقدان «گرانقدرترین همراهش» گلایه کرد. ورده پس از نقل مکان به مصر از مرگ پسرش امین در سال ۱۸۹۲ غمگین شد، پسری که در اوج جوانی عاشقی بود که به آن افتخار می‌کرد و به حضور او در کنار خود امیدوار بود. برای او به شدت گریه کرد و با شعری واقعاً تأثیرگذار بر او عزاداری کرد. از نگاه سلما الحفار الکزبری، «شکی نیست که فجایعی که بر ورده آمد جرقهٔ شعر او را زد، زیرا این تنها راه بیان درد او بود. ورده علاوه بر این مرثیه‌ها، نمونه‌هایی از شعرهای سنتی و حتی غزلیات خود را در مجموعهٔ خود باغ گل سرخ به ما ارائه کرده است.»
ورده یازجی با رنسانس زنان در اروپا و ایالات متحده آمریکا در زمان خود آشنا بود، بنابراین او مجموعه شعر خود را با یک مطالعهٔ نثری در این باره همراه کرد.او به افراط و تفریط برخی از زنان عرب در تقلید از زنان غربی در پوشش و تکلم به زبان آنها توجه کرد که از زبان خود و سنت‌های عربی غافل شده‌اند. او این سنت سطحی را شرم آور توصیف کرد و باور داشت که زنان عرب باید به زبان خود پایبند باشند و بیش از هر چیز بر آن مسلط باشند و به اصل عرب خود افتخار کنند. وی همچنین خواستار به دست آوردن هستهٔ اصلی پیشرفت در غرب از طریق یادگیری شد و نه از طریق لایه‌برداری. دو پیشگام هم‌عصر خود، زینب فواز و عایشه التیموریه را تحسین کرد و گفت آنها به واسطه دانش خود و سهم ستودنی خود در آن با تحقیقات، مطالعات و اشعاری که منتشر کردند، به جایگاه برجسته ای در رنسانس عرب دست یافتند. ورده یازجی وقتی دربارهٔ ظهور رنسانس عرب در اندلس صحبت کرد، توضیح جامعی از نقش شاعران، فقیهان و حقوقدانان زن که به لطف آگاهی، هوش و حمایت مردان از آنها در آن سهیم بودند، داد. او این ضمیمه را با تحلیلی عینی از دلایل عقب‌ماندگی زنان به‌طور کلی در عصر خود به پایان رساند و آن را ناشی از ناتوانی آنها در رسیدن به رتبه‌های علمی برای پیشرفت و اشتغال آنها به دروغ‌ها و افسانه‌ها دانست. سپس از تقلید برخی از آنها از زنان غربی در پی تماس‌هایی که با غرب صورت گرفت انتقاد کرد. آن را فقط یک سنت ظاهری می‌دانست و فراموش نکرد که مردان را در قبال کوتاهی‌هایی که نسبت به زنان دارند، چه زن، چه دختر و چه خواهر، باید پاسخگو باشد، «زیرا اگر واقعاً می‌خواستند جامعهٔ خود را پیش ببرند، با آموزش و تشویق آنها به کار در زمینه‌هایی که توانایی دارند، مراقبت‌های لازم را انجام می‌دادند.»
ورده الیازجی در ۲۸ ژانویه ۱۹۲۴ در اسکندریه درگذشت.

## زندگی شخصی
ورده الیازجی در سال ۱۸۶۶ با فرانسیس شمعون ازدواج کرد. او معلم ریاضیات و فیزیک در بیروت و عاشق ادبیات عرب بود. پس از مرگ همسرش در در ۱۸۹۹ به اسکندریه رفت و آنجا در کنار فرزندانش زندگی کردند. او با شعرهای ظریف و برازنده، متانت و اخلاق بلندش متمایز بود. او را دختر عالِم، خواهر عالِم، همسر عالِم و مادر طبیب عالِم می‌نامیدند. از جمله فرزندانش، امین، سلیم و لبیبه بودند.